# Dyckia beloisae
Dyckia beloisae är en gräsväxtart som beskrevs av Lyman Bradford Smith. Dyckia beloisae ingår i släktet Dyckia och familjen Bromeliaceae. Inga underarter finns listade i Catalogue of Life.